# Primera misión militar francesa en Japón

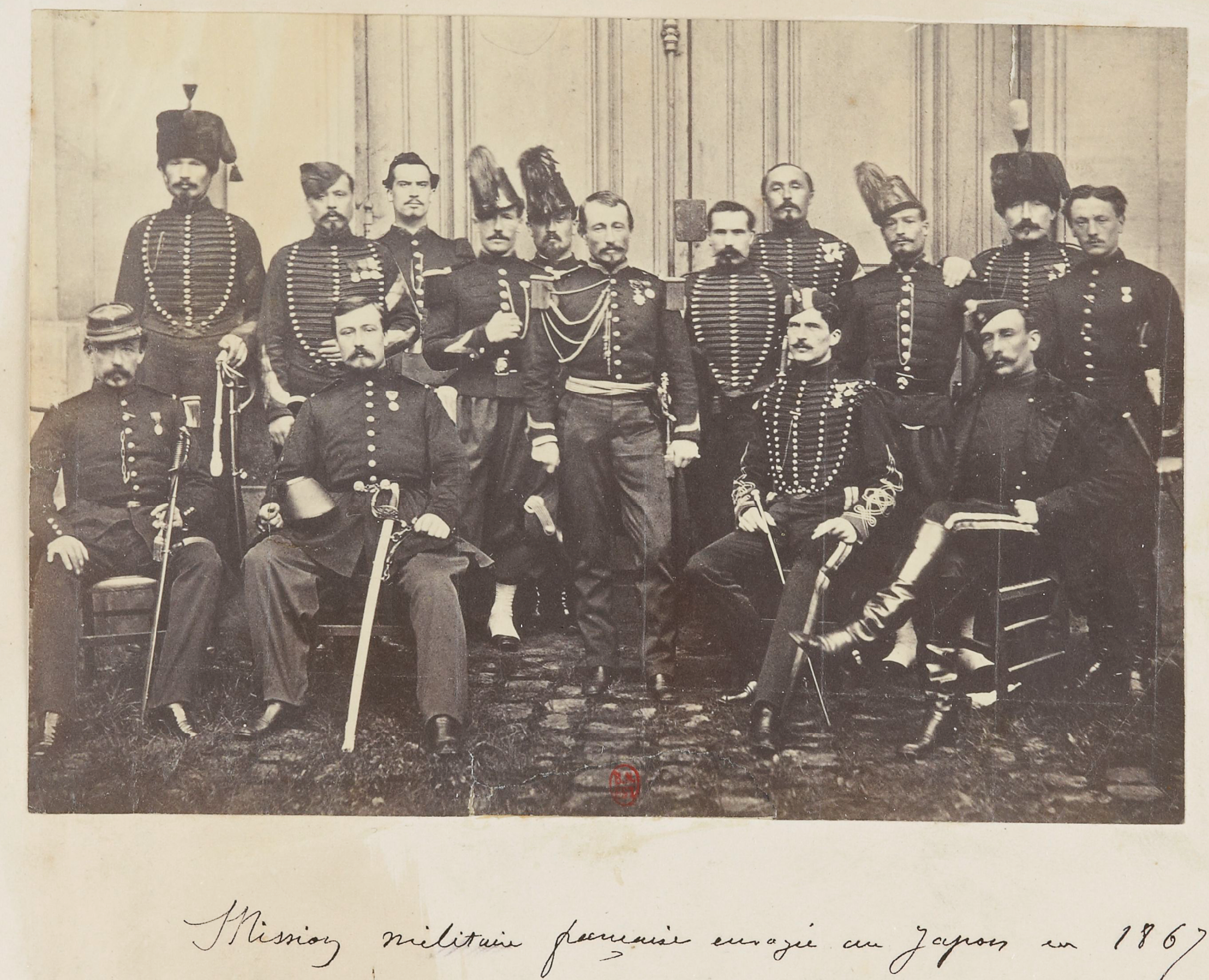
La misión militar francesa antes de su partida a Japón, en 1866. Charles Chanoine parado al centro, Jules Brunet segundo a la der. en la 1.ª fila

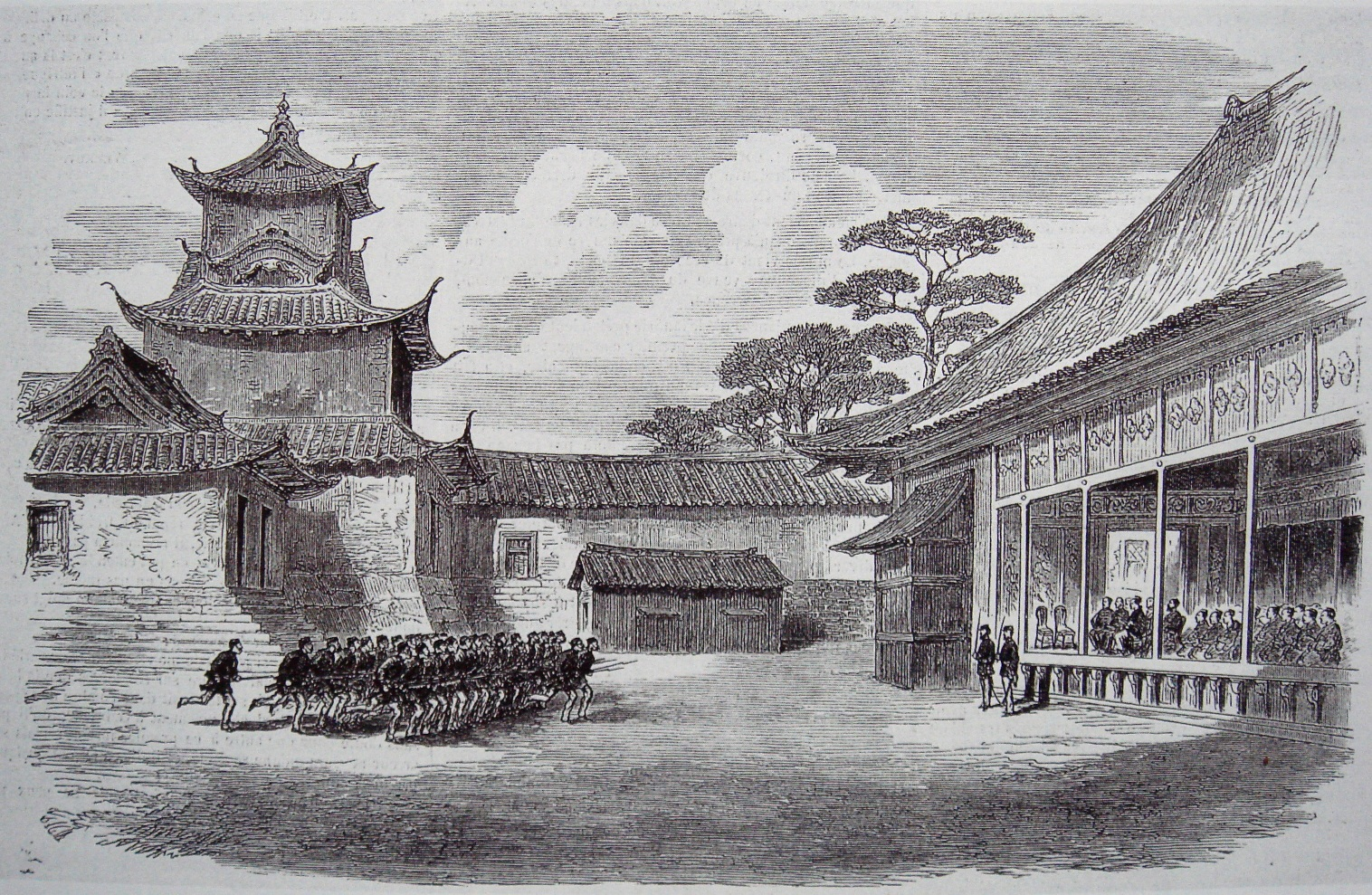
Oficiales franceses operando tropas de Shogun en Osaka, 1867

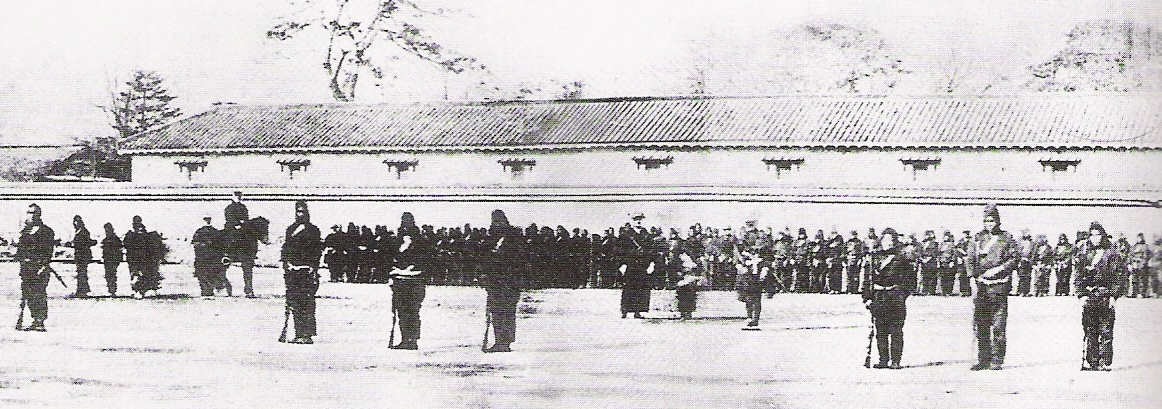
Entrenando tropa japonesa de Bakufu por la Misión Militar Francesa en Japón. Foto de 1867

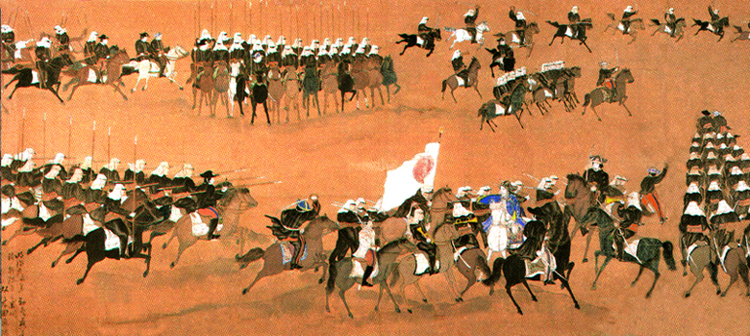
La caballería del shogunato según el estilo francés.

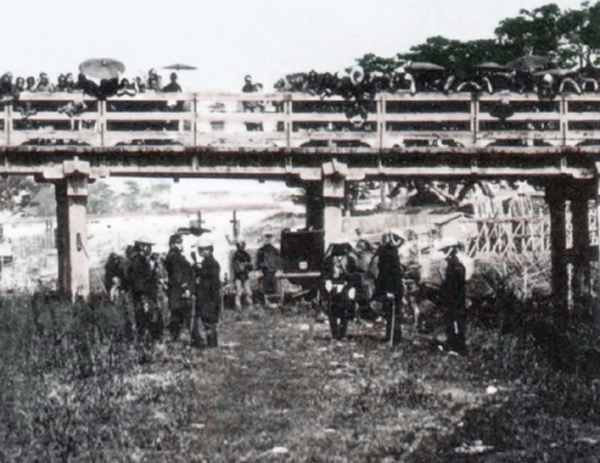
Entrenamiento de tropas japonesas por los asesores franceses.

La Misión Militar Francesa en Japón de 1867-68 fue la primera misión en el extranjero de entrenamiento militar de Japón. La misión estaba formada por Napoleón III, a petición del Shogunato Tokugawa en la persona de su emisario en Europa, Shibata Takenaka (1823–1877).
Shibata ya estaba negociando los detalles finales de la ayuda francesa para la construcción del arsenal de Yokosuka y pidió, además, tanto el Reino Unido y Francia enviar una misión militar para la formación en el oeste de la guerra. El Reino Unido parece negar el apoyo a Japón, pero el ministro francés de Relaciones Exteriores Drouyn de Lhuys (1865-1881) transmite el acuerdo del gobierno francés.
La misión estaba integrada por 17 miembros, bajo la autoridad del Ministro de Guerra General Jacques Louis Randon, que cubren una amplia gama de experiencia: cuatro oficiales (en representación de infantería, artillería y caballería), diez suboficiales y dos soldados. La misión estará encabezada por el personal de capitán Charles Jules Sulpice Chanoine, en ese momento un agregado para el personal militar de París. Los miembros son:
Comandante de la Misión:
- Capitán Charles Sulpice Jules Chanoine

Oficiales:
- Charles Albert Dubousquet, teniente del 31.er Regimiento de línea, instructor de infantería.
- Édouard Messelot, Teniente del 20.º batallón de Chasseurs à Pied (cazadores a pie), instructor de infantería.
- Léon Descharmes, Teniente del Regimiento de Dragones de la Emperatriz de la Guardia, instructor de caballería.
- Jules Brunet, teniente del Regimiento de Artillería Montada de la Guardia, instructor de artillería.

Suboficiales:
- Jean Marlin, sargento del 8avo batallón de Chasseurs à Pied, instructor de infantería.
- François Bouffier, sargento del 8avo batallón de Chasseurs à Pied, instructor de infantería.
- Henry Ygrec, sargento del 31st Regiment of the Line, instructor de infantería.
- Emile Peyrussel, sargento, sous-maître de manège à l'école d'état-major, instructor de caballería.
- Arthur Fortant, sargento, Regimiento de Artillería Montada de la Guardia, instructor de artillería.
- L. Gutthig, el trompetista al batallón de Chasseurs de la Guardia.
- Charles Bonnet, armero jefe de segunda clase.
- Barthélémy Izard, sargento, artificier jefe del Regimiento de Artillería Montada de la Guardia.
- Frédéric Valette, sargento, especialista en madera.
- Jean-Félix Mermet, brigadier, especialista en acero.
- Jourdan, capitán, Ingeniero del 1.er Regimiento de Ingenieros.
- Michel, sargento, Ingeniero del 1.er Regimiento de Ingenieros.

La misión partió de Marsella 19 de noviembre de 1866, y llegó a Yokohama el 13 de enero de 1867. Ellos eran bienvenidos a su llegada por Léon Roches y al comandante de la Escuadra Francesa de Extremo Oriente del almirante Roze.
La misión militar fue capaz de formar un cuerpo de élite del Shogun Tokugawa Yoshinobu, el Denshutai, un poco más de un año, antes del shogunato Tokugawa perdió fuerzas imperiales en la Guerra Boshin de 1868. La misión militar francesa se le ordenó entonces a salir de Japón por decreto imperial en octubre de 1868.
Sin embargo, Jules Brunet y cuatro de sus suboficiales (Fortant, Marlin, Cazeneuve, Bouffier), decidieron permanecer en Japón y seguir apoyando al Bakufu. Se retiró del ejército francés, y se fue para el norte de Japón, con los restos de los ejércitos del Shogunato, con la esperanza de organizar un contraataque.
El conflicto continuó hasta mayo de 1869 hasta la batalla de Hakodate, con la victoria del lado imperial.

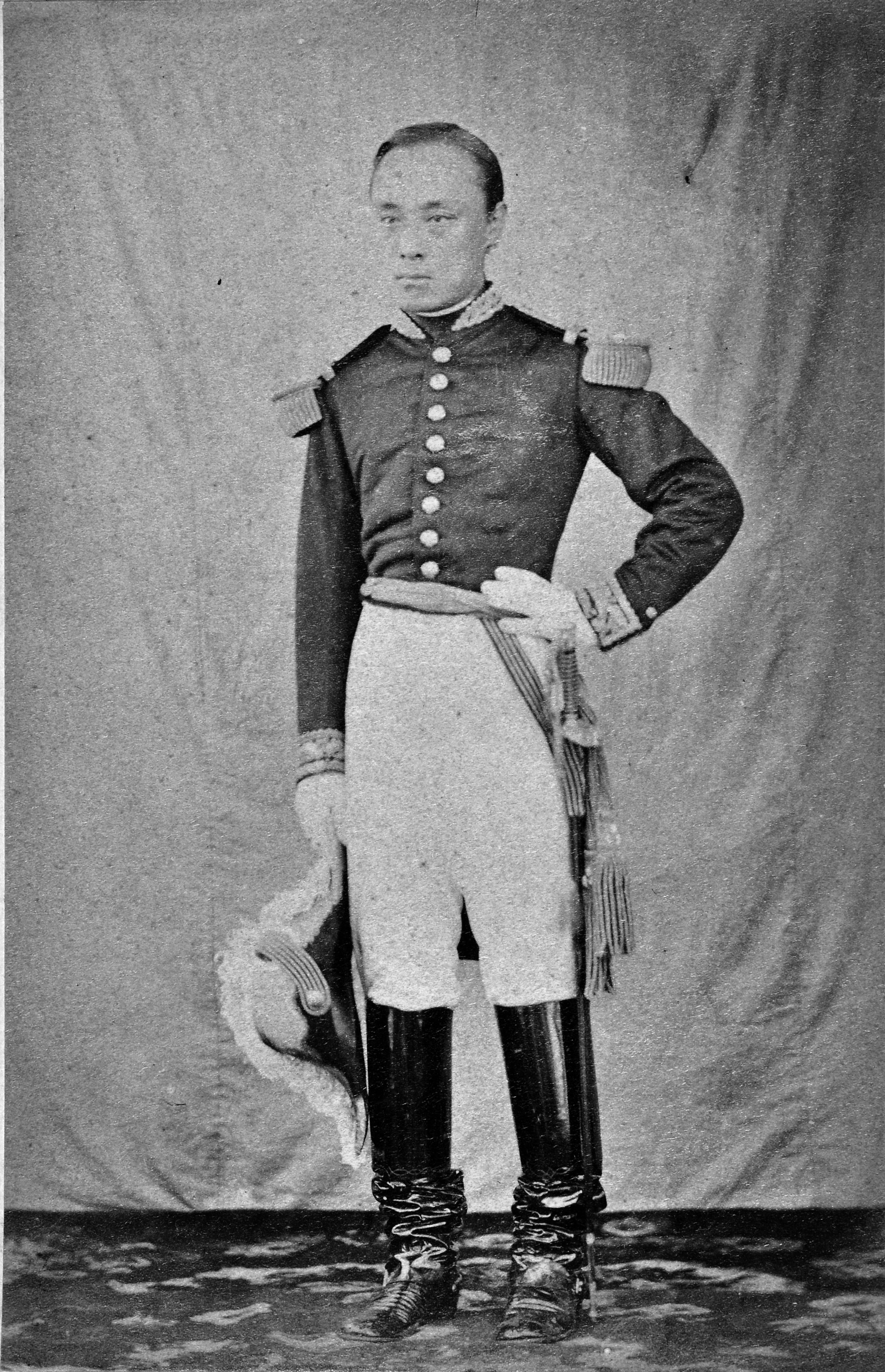
El Shogun Tokugawa Yoshinobu en uniforme militar francés, c. 1867